# Wolf Creek, Oregon
Wolf Creek (nghĩa tiếng Việt là Lạch Sói) là một cộng đồng chưa hợp nhất trong Quận Josephine thuộc tiểu bang Oregon, Hoa Kỳ. Nó nằm ngay bên cạnh Xa lộ Liên tiểu bang 5 và mã bưu điện là 97479.

## Lịch sử
Có một số lạch tại Oregon có tên Wolf Creek vì xưa kia có rất nhiều chó sói sống trong tiểu bang. Bưu điện Wolf Creek được thiết lập năm 1882 trong lúc một trạm xe lửa có tên "Almaden" cũng nằm cùng chỗ đó vào năm 1883. Trạm xe lửa được đặt tên lại để trùng với tên bưu điện vào năm 1888. Năm 1895 bưu điện được đổi tên thành "Wolfcreek" cho đến năm 1951.
Ngôi nhà "Six Bit" thời tiên phong khai khẩn đất hoang là một quán trọ nằm trên đường mòn Applegate chạy ngang qua khu vực Wolf Creek trước khi nó có một trạm bưu điện. Ngôi nhà Six Bit ban đầu có lẽ được xây vào năm 1853, gần khúc uốn lượn của đường xe lửa Southern Pacific. Nhà trọ trải qua một vài lần thay hình đổi dạng cho đến khi quán rượu Wolf Creek hiện thời được xây dựng vào năm 1883.  Chỗ này, được ghi vào National Register of Historic Places, hiện tại được Sở Giải trí và Công viên Tiểu bang Oregon điều hành và là khách sạn hoạt động liên tục xưa nhất trong tiểu bang.

## Nơi hấp dẫn
Phần cận tây nhất của Hệ thống Xa lộ Liên tiểu bang tại Hoa Kỳ Lục địa là Xa lộ Liên tiểu bang 5 gần Wolf Creek.

### Các nơi được ghi vào National Register of Historic Places
- Khu lịch sử Golden
- Căn chòi Whisky Creek